# Jean Bazal
Jean Bazal, pseudonyme de Jean Bazalgette, né à Levallois-Perret le 25 avril 1907 et mort le 19 juillet 2002 à Cardet,  est un journaliste et un auteur français de roman policier et de roman d’espionnage.

## Biographie
Journaliste d’enquête, Bazal réside dans le Vallon des Auffes et se spécialise très tôt dans les reportages sur le banditisme et la pègre marseillaise.  Il publie ainsi de nombreux reportages et essais sur l'organisation du crime organisé et sur différents aspects culturels et sociaux de la ville de Marseille. 
Seul ou en collaboration, il signe à partir de 1960 quelques romans d’espionnage et plusieurs romans policiers, dont les récits se déroulent pour la plupart sur le littoral méditerranéen, notamment la série policière ayant pour héros Fred Rocroy, un jeune reporter de France Matin, doublé d’un détective privé.
Il a également écrit, en collaboration avec Paul-Claude Innocenzi, le best-seller international  Le Corse (1976).

## Œuvre

### Romans

#### SérieFred Rocroy
- La Corrida de Barcelone, Paris, Librairie des Champs-Élysées, Le Masque no 767, 1962 (en collaboration avec Roger May)
- Le Diamant de la Bourride, Paris, Éditions des Presses internationales, coll. Police-Choc no 16, 1963
- Panique en Camargue, Paris, Librairie des Champs-Élysées, Le Masque no 910, 1966
- La Caravane des Gitans, Paris, Librairie des Champs-Élysées, Le Masque no 1044, 1968

#### Autres romans
- Si toutes les garces du monde..., Paris, Gallimard, Série noire no 581, 1960 (en collaboration avec Roger May)
- Sauve ta peau, Bandol, Éditions des Baies du soleil, 1962
- Stupéfiant, ma parole, Paris, Éditions des Presses internationales, coll. Police-Choc no 9, 1962 ; réédition sous le titre Stupéfiants sur parole, Paris, Éditions des Presses internationales, coll. Inter-Police no 103, 1965
- Un coup fumant, Paris, Éditions des Presses internationales, coll. Inter-Police no 107, 1965
- Avec les derniers bandits corses, Paris, G. Authier, 1973 ; réédition sous le titre Par le sang dans l’honneur : avec les derniers bandits corses, Paris, Hermé, coll. Mouvances, 1991
- Le Clan des Marseillais : des nervis aux caïds, 1900-1974, Paris, G. Authier, 1974 ; réédition augmentée sous le titreLe Clan des Marseillais : 1900-1988, Marseille, J.M. Garçon, 1989 ; réédition, Gémenos, Autres Temps, coll. Temps romanesque, 2006
- Le Corse, Paris, Olivier Orban, 1976 ; réédition, Paris, Le Livre de poche no 4973, 1977 (en collaboration avec Paul-Claude Innocenzi)
- Entre l’arme et les Corses, Paris, Librairie des Champs-Élysées, Le Masque no 1499, 1977
- Le Milieu and Co. : confidences d’un journaliste, Paris, Hermé, coll. Mouvances, 1990
- Le Marseillais, Paris, Hermé, coll. Mouvances, 1991

### Autres publications
- Chasses sous la mer, Paris, J. Susse, 1946
- Marseille entre les deux guerres : 1919-1939, Grenoble, Éditions des 4 Seigneurs, 1977
- Marseille sur scène : artistes marseillais d’hier et d’aujourd’hui, Grenoble, Éditions des 4 Seigneurs, 1978
- Marseille galante, Marseille, P. Tacussel, 1980
- Si Marseille m’était dansé : bals, balettis et balleurs, Marseille, V. Faïola, 1985 (en collaboration avec Vincent Fayola)
- Dieu ou Satan ? : le Surnaturel existe, Marseille, P. Tacussel, 1986
- Le Milieu et Moi de Marie Paoleschi, récit recueilli par Jean Bazal, Paris, Fanval, 1987
- Le Vallon des Auffes : mon village à 71 marches de Marseille, Marseille, P. Tacussel, 1993

## Sources
- Jacques Baudou et Jean-Jacques Schleret, Le Vrai Visage du Masque, vol. 1, Paris, Futuropolis, 1984, 476 p. (OCLC 311506692), p. 31.
- Claude Mesplède (dir.), Dictionnaire des littératures policières, vol. 1 : A - I, Nantes, Joseph K, coll. « Temps noir », 2007, 1054 p. (ISBN 978-2-910-68644-4, OCLC 315873251), p. 183.